# Лісний (лінійний корабель, 1811)
«Лісний» (рос. дореф. «Лѣсной») — 74-гарматний вітрильний лінійний корабель типу «Анапа» Чорноморського флоту Російської імперії.

## Опис
Один з одинадцяти вітрильних лінійних кораблів типу «Анапа», що будувалися в Миколаєві та Херсоні протягом 1806—1818 років. Довжина корабля становила 54,9 метра, ширина за відомостями з різних джерел від 14,5 до 14,7 метра, а осадка від 6,5 до 6,6 метра. Артилерійське озброєння корабля становило 74 гармати.
Корабель названо на честь перемоги російських військ у битві біля села Лісна під час Північної війни 28 вересня 1708 року. Назва корабля спадкова, від петровського корабля «Лісний», збудованого в Санкт-Петербурзі у 1718 році.

## Історія
Закладений у Миколаєві на стапелі Миколаївського адміралтейства 3 листопада (за іншими даними — 20 листопада) 1809 року, головний будівник — корабельний майстер Д. В. Кузнєцов. Після спуску на воду 5 липня 1811 року, у 1812 році перейшов до Севастополя і увійшов до складу Чорноморського флоту Російської імперії.
У 1812 році виходив на Севастопольський рейд для навчання екіпажу. У складі ескадр перебував у практичних плаваннях у Чорному морі в 1813, 1814, 1816 і 1821 роках. У 1825 році виведений зі списку флоту і переобладнаний на арештантський блокшив.

## Командири
- М. С. Мікрюков (1812—1816);
- В. М. Михайлов (1821).